# Elçin Kürşat-Ahlers
Elçin Kürşat-Ahlers (* 26. August 1949 in Adana, Türkei) ist eine deutsche Soziologin, Autorin und Herausgeberin türkischer Herkunft.

## Leben
Elçin Kürşat-Ahlers studierte in der Türkei an der Bosporus-Universität in Istanbul Wirtschaftswissenschaften. Sie lebt seit 1970 in der Bundesrepublik Deutschland. Von 1974 bis 1990 unterrichtete sie an Wirtschaftsfachschulen, studierte von 1984 bis 1989 Sozialwissenschaften an der Universität Hannover und promovierte 1992 bei Peter Gleichmann. Sie war von 1990 bis 1992 Ausländerreferentin der Stadt Bielefeld und nahm 1991 einen Lehrauftrag (Arbeitsmigration und Integrationsstrategien) an der Wirtschaftsuniversität Wien wahr.
1992 wurde Elçin Kürşat-Ahlers wissenschaftliche Mitarbeiterin am Institut für Soziologie der Leibniz-Universität Hannover und dort 1994 wissenschaftliche Assistentin. 1999 wurde sie dort habilitiert und lehrte als Privatdozentin.

## Buchpublikationen (Auswahl)

### Selbständige Veröffentlichungen
- Zur frühen Staatenbildung von Steppenvölkern. Über die Sozio- und Psychogenese der eurasischen Nomadenreiche am Beispiel der Hsiung-Nu und Göktürken mit einem Exkurs über die Skythen, Sozialwissenschaftliche Schriften, Bd. 28, Duncker & Humblot, Berlin 1994, ISBN 3-428-07761-X
- (Hgn.) Globalisierung, Migration und Multikulturalität, IKO - Verl. für Interkulturelle Kommunikation, Frankfurt am Main 1999, ISBN 3-88939-479-5
- Türkei und Europa, IKO - Verl. für Interkulturelle Kommunikation, Frankfurt am Main 2001, ISBN 3-88939-562-7
- Der Verwestlichungsprozeß des Osmanischen Reiches im 18. und 19. Jahrhundert. Zur Komplementarität von Staatenbildungs- und Intellektualisierungsprozessen [Habilitationsschrift 1999], IKO - Verl. für Interkulturelle Kommunikation, Frankfurt am Main 2003, ISBN 3-88939-683-6
- Haremsfrauen und Herrschaft im Osmanischen Reich in seiner Blütezeit, Hannover 2001. Kurzfassung bei Türkei-Didaktik. Wissenschaft und Praxis

### Als Mitherausgeberin
- mit Stadt Bielefeld (Ausländerbüro im Amt für Bürgerberatung / Volkshochschule Bielefeld:) Die multikulturelle Gesellschaft: der Weg zur Gleichstellung? IKO - Verl. für Interkulturelle Kommunikation, Frankfurt am Main 1992, ISBN 3-88939-169-9
- mit Sebastian Edathy, Dursun Tan, Hans-Peter Waldhoff: ZwischenWelten: Theorien, Prozesse und Migrationen, Band 5, IKO – Verlag für Interkulturelle Kommunikation, Frankfurt am Main 2000, ISBN 3-88939-369-1
- mit Dursun Tan, Hans-Peter Waldhoff: Türkei und Europa. Facetten einer Beziehung in Vergangenheit und Gegenwart, IKO – Verlag für Interkulturelle Kommunikation, Frankfurt am Main 2001